# Prasat Muen Chai

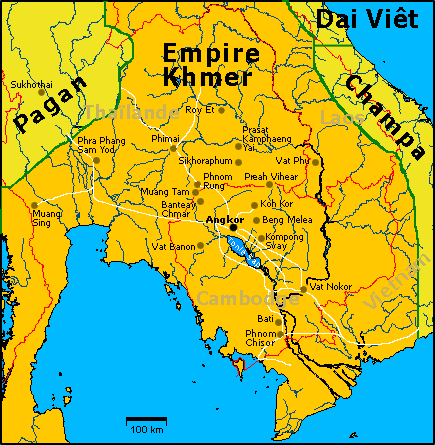
Principaux sites khmers

Le Prasat Muen Chai est un temple khmer situé en Thaïlande, district de Sangkha, Province de Surin. C'est une simple tour de brique de base carrée de 6,5 mètres d'arête. Il semble qu'elle ait été entourée d'une douve en forme de U. À environ 75 mètres de ce temple se trouve le  Prasat Ban Prasat qui était un arogayasala.

## Photographies

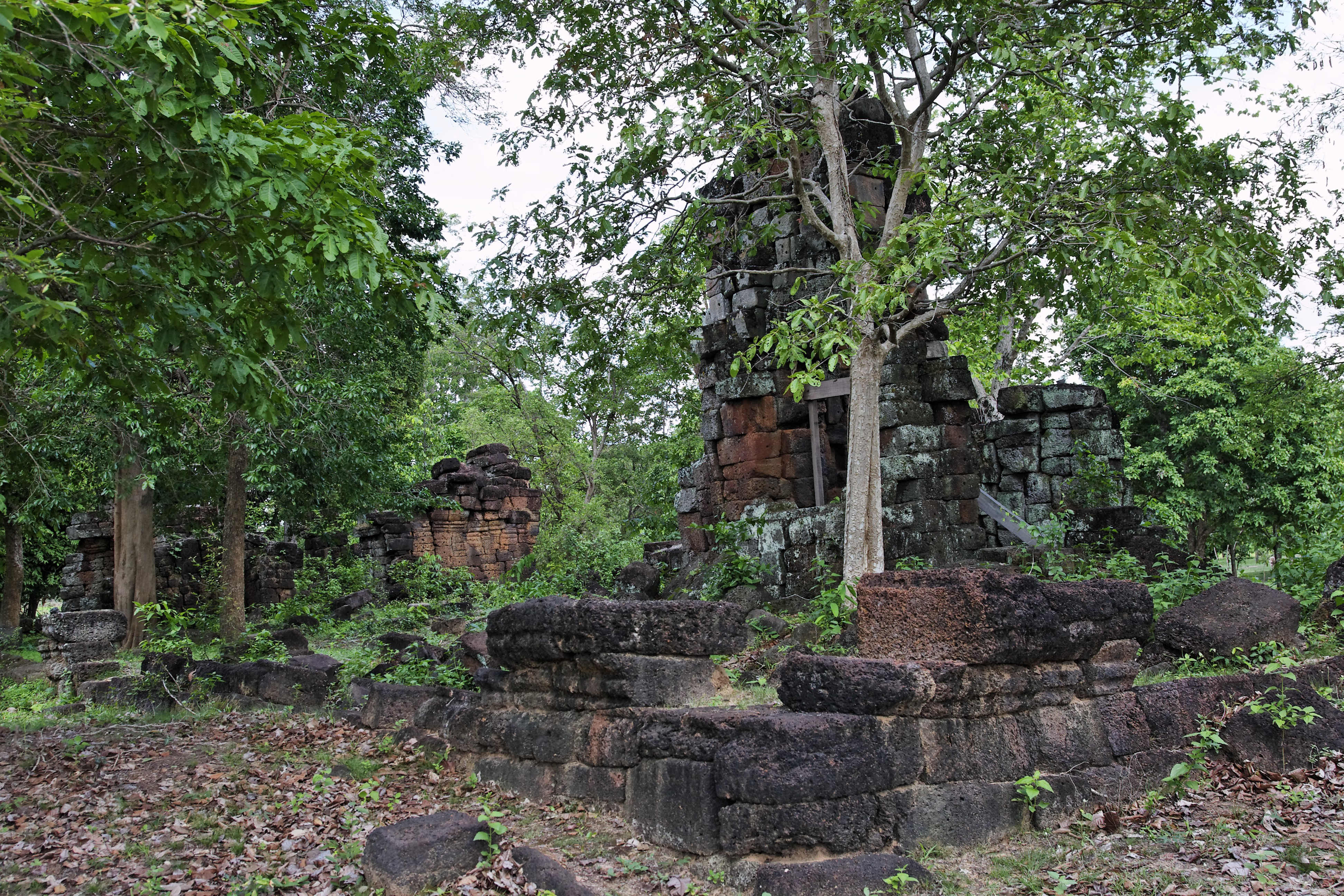
Au premier plan, la tour sanctuaire; plus loin, un bâtiment annexe (gopura[2]?)
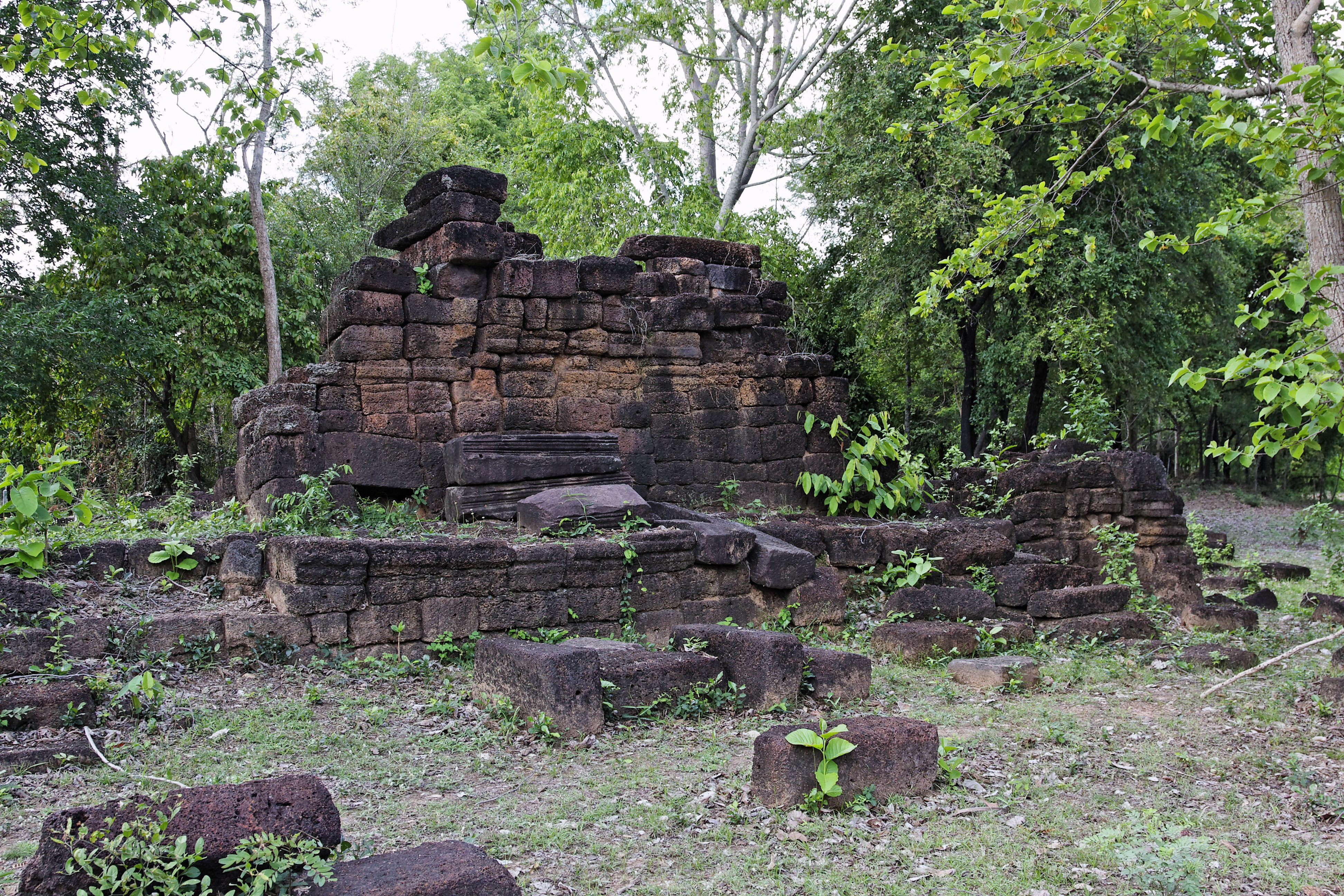
Bâtiment annexe (gopura?)
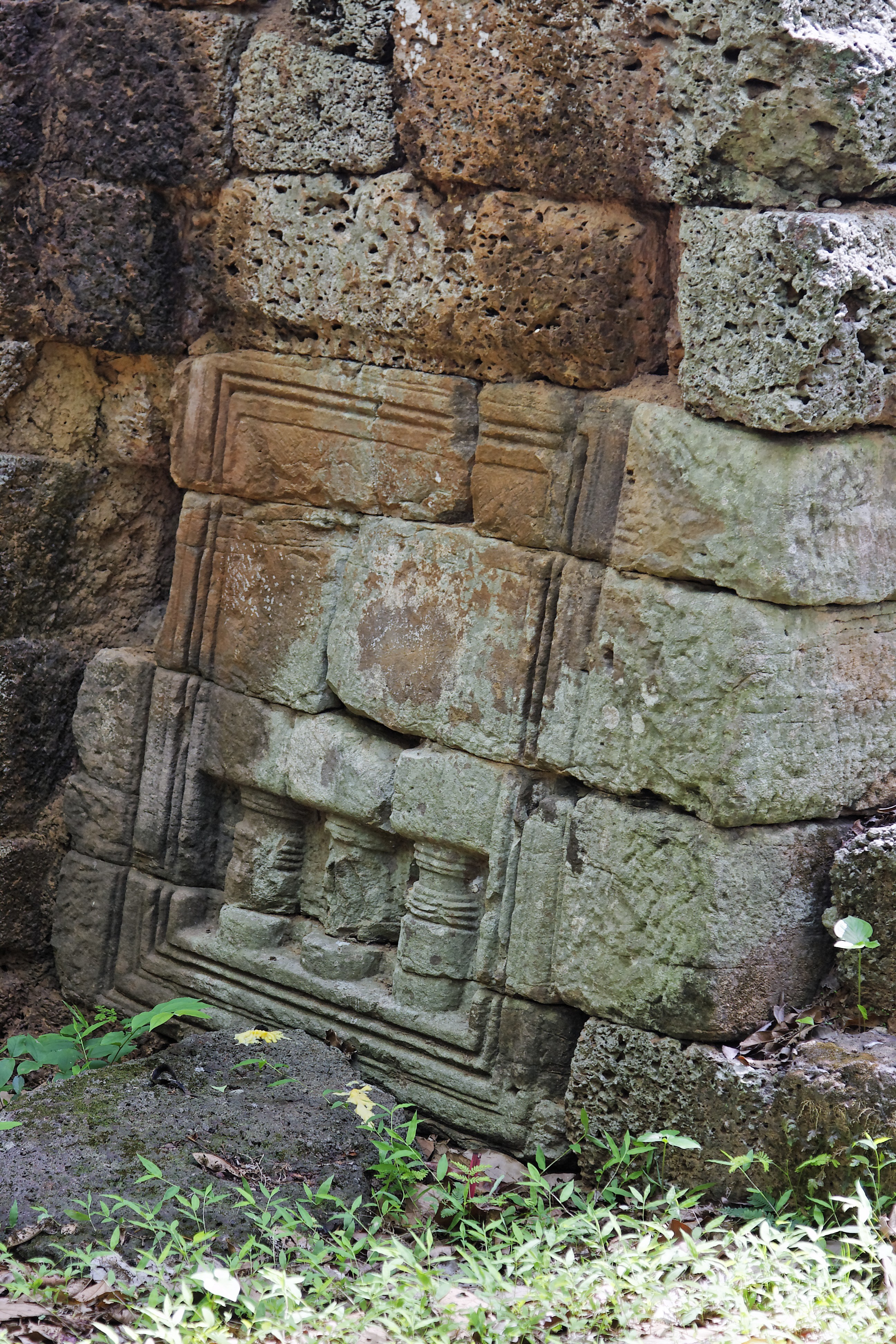
Fausse fenêtre à balustres
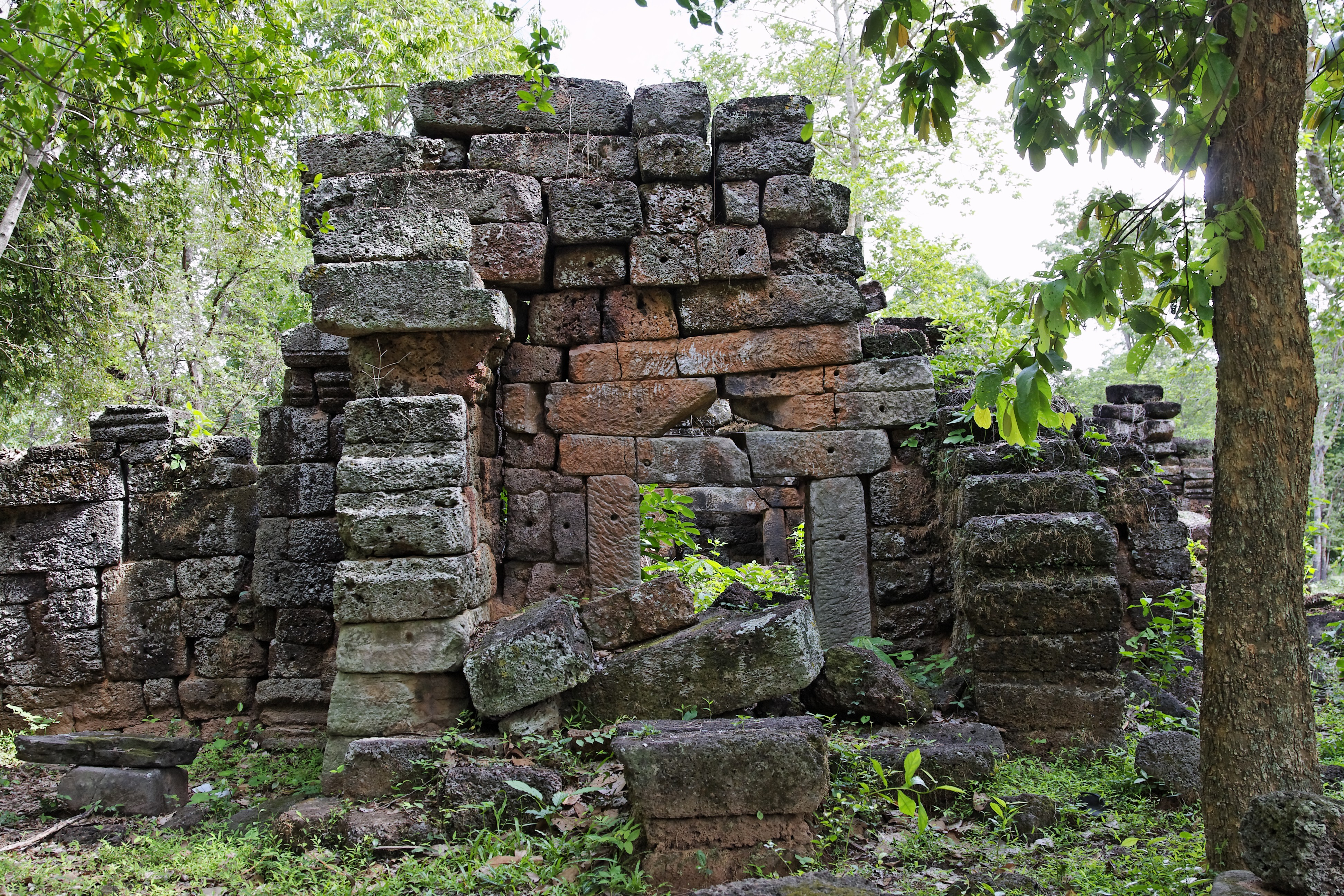
Bâtiment annexe (gopura?)